# (9237) 1997 GY7
1997 جي واي 7 (ويعرف أيضًا باسم (9237) 1997 جي واي 7 وفق تسمية الكوكب الصغير) (بالإنجليزية: 1997 GY7)‏؛ هو كويكب ضمن حزام الكويكبات.
اكتُشف هذا الجُرم الفلكي بواسطة بحث لنكولن عن الكويكبات القريبة من الأرض في 2 أبريل 1997، وترتيبه 9237 من حيث الاكتشاف.

## الوصف
اكتُشف 92371997GY في 2 أبريل 1997 في مرصد ماغدالينا ريدج، الواقع في مقاطعة سوكورو، نيومكسيكو في الولايات المتحدة، بواسطة مشروع بحث لنكولن عن الكويكبات القريبة من الأرض (بالإنجليزية: Lincoln Near-Earth Asteroid Research)‏ LINEAR. وقد رصد المشروع 2,326 مشاهدة للكويكب إلى غاية 4 فبراير 2022 بتوقيت منطقة المحيط الهادئ، أي في مدة قدرها 16,155 يومًا (44.3 عام). تستغرق الفترة المدارية للكويكب 1,600 يومًا (4.4 عام).

## الخصائص المدارية
يتميز مدار هذا الكويكب بنصف محور رئيسي يبلغ 2.68 وحدة فلكية، وحضيض قدره 2.36 وحدة فلكية، وانحراف قدره 0.12 وزاوية ميلان 1.61 درجة بالنسبة لمسار الشمس. بسبب هذه الخصائص، أي نصف المحور الرئيسي بين 2 و3.2 وحدة فلكية وحضيض أكبر من 1,666 وحدة فلكية، يُصنف هذا الجُرم الفلكي وفقًا لقاعدة بيانات مختبر الدفع النفاث لأجرام النظام الشمسي الصغيرة كائنًا من حزام الكويكبات الرئيسي.

## الخصائص الفيزيائية
يُقدر القدر المطلق (H) لـ92371997GY بـ13.90 ووضاءته بـ0.179، مما يمكِّن تقدير قطره بـ 4.573كم. استُخلصت هذه النتائج بفضل ملاحظات مستكشف الأشعة تحت الحمراء عريض المجال (WISE)، وهو مرصد فضائي أمريكي وُضع في المدار في عام 2009 ويراقب السماء بأكملها بالأشعة تحت الحمراء، في عام 2011، نُشرت النتائج الأولى المتعلقة بالكويكبات من الحزام الرئيسي.

## وصلات خارجية
- (9237) 1997 GY7 في قاعدة بيانات مختبر الدفع النفاث لأجرام النظام الشمسي الصغيرة

- الاكتشاف · مخطط المدار ·  العناصر المدارية · المعلمات المادية

- (9237) 1997 GY7 على موقع ويكي سكاي: DSS2, SDSS, GALEX, IRAS, Hydrogen α, X-Ray, Astrophoto, Sky Map, Articles and images